# Helen Jackson (tenisačica)
Helen Jackson Atkins, angleška tenisačica, * 19. december 1867, Hexham, Anglija, † 28. maj 1940, Lichfield, Anglija.
Leta 1895 se je uvrstila v finale turnirja za Prvenstvo Anglije, kjer jo je premagala Charlotte Cooper v dveh nizih.

## Finali Grand Slamov

### Posamično (1)

#### Porazi (1)
| Leto | Turnir            | Nasprotnica v finalu | Rezultat finala |
| 1895 | Prvenstvo Anglije | Charlotte Cooper     | 5–7, 6–8        |